# Parafia św. Michała Archanioła w Pieniężnie
Parafia Świętego Michała Archanioła w Pieniężnie – parafia greckokatolicka w Pieniężnie, w dekanacie olsztyńskim eparchii olsztyńsko-gdańskiej. Założona w 1958. Mieści się na rogu ulic Królewieckiej i Dworcowej.